# Cham Tin Shan
Cham Tin Shan (kinesiska: 枕田山) är ett berg i Hongkong (Kina). Det ligger i den nordöstra delen av Hongkong. Toppen på Cham Tin Shan är 270 meter över havet.
Terrängen runt Cham Tin Shan är huvudsakligen kuperad, men åt sydväst är den platt. En vik av havet är nära Cham Tin Shan österut.  Centrala Hongkong ligger 10,1 km sydväst om Cham Tin Shan. I omgivningarna runt Cham Tin Shan växer i huvudsak städsegrön lövskog.